# Верховое болото с клюквой в квартале 31 Доваторского лесничества
Верховое болото с клюквой в квартале 31 Доваторского лесничества — памятник природы регионального (областного) значения Московской области, который включает ценные в экологическом, научном и эстетическом отношении природные комплексы, а также природные объекты, нуждающиеся в особой охране для сохранения их естественного состояния:
- эталонное верховое болото;
- участки лесов, особо ценные по своим характеристикам;
- места произрастания и обитания редких видов растений и редких видов животных, занесённых в Красную книгу Московской области;
- природные объекты, играющие важную роль в поддержании гидрологического режима.

Памятник природы основан в 1986 году. Местонахождение: Московская область, Рузский городской округ, в 2,5 км к юго-востоку от деревни Лихачёво и в 1,8 км к юго-востоку от деревни Хомьяново. Площадь памятника природы составляет 22,92 га. Памятник природы включает верховое болото в юго-западной части квартала 31 (выдела 19 и 20) Рузского участкового лесничества Звенигородского лесничества.

## Описание
Территория памятника природы располагается в пределах Можайско-Волоколамской моренной возвышенности, входящей в состав Смоленско-Московской возвышенности, приурочена к южному макросклону возвышенности. Территория района расположена на обширной моренно-эрозионной равнине.
Поверхность памятника природы приурочена к поверхности моренной равнины, это междуречье рек Рузы, Пальны, Захаровки (приток реки Правая Педня). Поверхности моренной равнины занимают доминантное положение в рельефе, они представляют собой волнисто-моренную равнину с сложной фациальной структурой слагающих её отложений. Наиболее повышенные участки сложены с поверхности относительно маломощными покровными суглинками (1—2 м), подстилаемыми суглинками московской морены. В понижениях эти суглинки московской морены ложатся на флювиагляциальные отложения, которые, в свою очередь, подстилаются днепровскими моренными суглинками. Суммарная мощность четвертичных отложений колеблется от 20 до 50 м, снижаясь над погребенными водоразделами до 10 м. Абсолютные высоты составляют 197—204 м. Склоновые поверхности моренных холмов имеют крутизну 2—5 м. В связи с тем, что повсеместно с поверхности залегают суглинки моренных отложений, широкое развитие получили верховодка и воды, спорадически распространенные на разной глубине в песчаных линзах и прослоях морен, в связи с этим для территории памятника природы характерно подтопление и заболачивание. Основной объект охраны памятника природы — верховое болото с клюквой правильной овальной формы, протяженность по длинной оси составляет 483 м, по короткой 452 м, площадь составляет 0,17 км². Данное олиготрофное болото имеет классический выпуклый профиль, центральная часть незначительно приподнята над краевыми зонами, так как торф в центральной части накапливается интенсивнее, чем на периферии. Максимальные высоты на участке памятника природы приурочены к центральной части болота и составляют 204 м. Краевые зоны верхового болота занимают более низкий гипсометрический уровень и представляют собой зону болот переходного типа с кочкарным нанорельефом и подтоплением. Прилегающие к котловине болота территории относятся к пологонаклонным поверхностям склонов моренных холмов.
На большей части территории памятника природы почвенный покров представлен торфяными почвами олиготрофного типа. Основным фактором формирования этих почв является избыточное застойное увлажнение. Данный тип почв характеризуется мощной торфяной толщей разной степени разложенности, которая имеет светлую окраску и насыщена водой. На прилегающих поверхностях моренных равнин и пологонаклонных поверхностях склонов моренных холмов сформировались дерново-подзолистые глееватые почвы, в понижениях рельефа — дерново-подзолисто-глеевые.
Поверхность памятника природы приурочена к междуречью рек Рузы, Пальны, Захаровки (приток реки Правая Педня, которая является притоком Рузы). Основным гидрологическим объектом является верховое болото, занимающее большую часть территории памятника природы. Болотные комплексы оказывают влияние на тепловой режим окружающих территорий. Являются аккумуляторами атмосферной и грунтовых вод, участвуют в водообмене. Водообмен болотных систем с окружающими ландшафтами происходит посредством поверхностного и грунтового стоков. Данный болотный комплекс принадлежит к водосборному бассейну истоков р. Захаровки.

### Флора и растительность
Растительный покров памятника природы представляет собой лесо-болотный массив, включающий в себя залесенное болото с небольшими вкраплениями сфагновых лесов и часть окружающих массив мелколиственно-еловых лесов.
По наиболее дренированным участкам, в основном примыкающим с севера и востока к болотной котловине, развиты осиново-березово-еловые с липой и дубом во втором ярусе лещиновые мелкотравно-широкотравные и чернично-широкотравно-мелкотравные леса. В них обычен густой подрост ели (проективное покрытие до 45—50 процентов при высоте до 5—7 м). В подлеске, кроме лещины, отмечены рябина, бересклет бородавчатый, жимолость лесная, волчеягодник обыкновенный (редкий и уязвимый вид, не включенный в Красную книгу Московской области, но нуждающийся на территории области в постоянном контроле и наблюдении). В травяно-кустарничковом ярусе сочетаются дубравные и таёжные виды, такие как: копытень европейский, зеленчук жёлтый, бор развесистый, перловник поникший, живучка ползучая, вороний глаз четырёхлистный, медуница неясная, звездчатка жестколистная, щитовник мужской, ветреница дубравная (включена в Красную книгу Московской области); черника, брусника, щитовники картузианский и распростёртый, ожика волосистая, грушанка круглолистная, ортилия однобокая, костяника. Встречается купальница европейская (редкий и уязвимый вид, не включенный в Красную книгу Московской области, но нуждающийся на территории области в постоянном контроле и наблюдении). Местами развит покров из зеленых мхов (до 35—40 процентов), главным образом, из плеврозиума Шребера и гилокомия блестящего.
С запада к болоту примыкает злаково-разнотравный луг с типичным набором луговых и лугово-лесных мезофитов и гигромезофитов.
Непосредственно к краю болота подходят березово-еловые с большим или меньшим участием осины, местами с сосной, хвощево-черничные и черничные сфагново-зеленомошные и зеленомошные леса. Подрост ели высотой до 6 м имеет покрытие до 30 процентов, единично отмечается подрост дуба. В слабо выраженном подлеске участвуют крушина ломкая, малина, ивы ушастая и пепельная, единично — можжевельник обыкновенный (высотой до 1,1 м). В травяно-кустарничковом ярусе сочетаются таёжные лесные виды (черника, кислица обыкновенная, майник двулистный, седмичник европейский, щитовник картузианский, хвощ луговой) и влажнотравье (таволга вязолистная, лютик ползучий, кочедыжник женский, щучка дернистая, паслен сладко-горький), отмечены также ландыш майский и мерингия трехжилковая.
К этим лесам примыкает полоса пушистоберезовых, изредка с примесью ольхи серой, местами — чисто сероольховых, тростниковых лесов, которые, в свою очередь, переходят в заросли ивы пепельной или в тростниковые заросли. Кроме тростника южного, в составе этих сообществ присутствуют вейник сероватый, осоки острая и пузырчатая, сабельник болотный, вербейник обыкновенный, осока пузырчатая.
Собственно лесо-болотный массив представляет собой ряд сменяющих друг друга от периферии к центру растительных сообществ, в которых постепенно снижается роль березы и пушицы влагалищной при увеличении значения сосны и болотных кустарничков (особенно — багульника). В окраинной части представлена сосново-березовая (сомкнутость крон 0,2; высота 10 м) пушицевая сфагновая ассоциация, в составе которой также принимают участие тростник, вейник сероватый, болотный мирт, клюква болотная. Её сменяет березово-сосновая миртово-пушицевая сфагновая ассоциация, в которой к указанным видам добавляются осоки шаровидная и чёрная. Небольшими полосами (пятнами) встречаются сосновые (сомкнутость крон 0,6; высота 14 м) тростниково-пушицевые сфагновые леса с клюквой.
Центральная часть болота занята сосновой с единичными березами (сомкнутость крон до 0,4; высота 10—11 м) багульниковой сфагновой ассоциацией. В сложении травяно-кустарничкового яруса также принимают участие клюква, пушица влагалищная, голубика, брусника, подбел многолистный. На ветвях сосен встречаются редкие лишайники: уснеи нитчатая, или густобородая, почтицветущая и жестковолосатая (все три включены в Красную книгу Московской области). При уменьшении сомкнутости крон сосен до 0,2 травяно-кустарничковый ярус становится багульниково-пушицево-миртовым.
На восточной окраине болота имеется участок без сосны, занятый тростниково-осоковой и пушицевой сфагновыми ассоциациями с участием вахты трехлистной, вейника сероватого, клюквы, реже — болотного мирта и голубики.

### Фауна
Животный мир памятника природы является типичным для хвойных лесов и верховых болот запада Московской области. На территории памятника природы обитают 44 вида позвоночных животных, в том числе три вида амфибий, один вид рептилий, 29 видов птиц и 12 видов млекопитающих.
Ввиду отсутствия сколько-нибудь существенных водоемов в границах памятника природы ихтиофауна на его территории не представлена.
Основу фаунистического комплекса наземных позвоночных животных составляют виды, характерные для хвойных и смешанных лесов и верховых болот Нечернозёмного центра России. Доминируют виды, экологически связанные с древесно-кустарниковой растительностью. Синантропные виды отсутствуют, что свидетельствует о высокой степени сохранности местообитаний.
На территории памятника природы выделяются две основных ассоциации фауны (зооформации): хвойных и смешанных лесов и лугово-болотных местообитаний.
Лесная зооформация хвойных и смешанных лесов распространена на большей части территории памятника природы. Основу населения лесов памятника природы составляют: обыкновенная бурозубка, лесная куница, рыжая полевка, белка, заяц-беляк, зяблик, чиж, обыкновенный снегирь, обыкновенная кукушка, желтоголовый королек, обыкновенный поползень, обыкновенная пищуха, певчий дрозд, белобровик, зарянка, мухоловка-пеструшка, желна, большой пестрый дятел, пеночка-весничка, пеночка-теньковка, иволга, сойка, ворон, буроголовая гаичка, большая синица, лазоревка, длиннохвостая синица, серая жаба.
На участках старых еловых лесов памятника природы постоянно обитает кедровка — редкий вид врановых птиц, занесенный в Красную книгу Московской области.
Зооформация лугово-болотных местообитаний, связанная в своем распространении с верховым болотом, с его луговыми окраинами, а также с лесными полянами и опушками. На более сухих луговых участках и по опушкам лесов встречаются обыкновенный крот и темная полевка. Птицы представлены здесь следующими видами: канюк, тетеревятник, перепелятник, лесной конек, сорока. Именно в этом типе местообитаний встречается тетерев — редкий и уязвимый вид курообразных. Из пресмыкающихся в этих местообитаниях отмечена живородящая ящерица. Среди амфибий здесь довольно многочисленны травяная и остромордая лягушки.
Во всех типах местообитаний памятника природы встречаются: горностай, ласка, лось, кабан, обыкновенная лисица.

## Объекты особой охраны памятника природы
Охраняемые экосистемы: осиново-березово-еловые лещиновые мелкотравно-широкотравные и чернично-широкотравно-мелкотравные; березово-еловые хвощево-черничные и черничные сфагново-зеленомошные и зеленомошные; облесенные сосново-березовые и березово-сосновые пушицевые сфагновые и кустарничково-сфагновые болота; тростниково-осоковые и пушицевые сфагновые участки болота.
Места произрастания и обитания охраняемых в Московской области, а также иных редких и уязвимых видов растений и животных, зафиксированных на территории памятника природы, перечисленных ниже, а также тетерева.
Охраняемые в Московской области, а также иные редкие и уязвимые виды растений:
- виды, занесенные в Красную книгу Московской области: ветреница дубравная;
- виды, являющиеся редкими и уязвимыми таксонами, не включенные в Красную книгу Московской области, но нуждающиеся на территории области в постоянном контроле и наблюдении: купальница европейская, волчеягодник обыкновенный.

Виды лишайников, занесенные в Красную книгу Московской области: уснея нитчатая, или густобородая, уснея почтицветущая, уснея жестковолосатая.
Виды животных, занесенные в Красную книгу Московской области: кедровка.